# Rinzai-shū

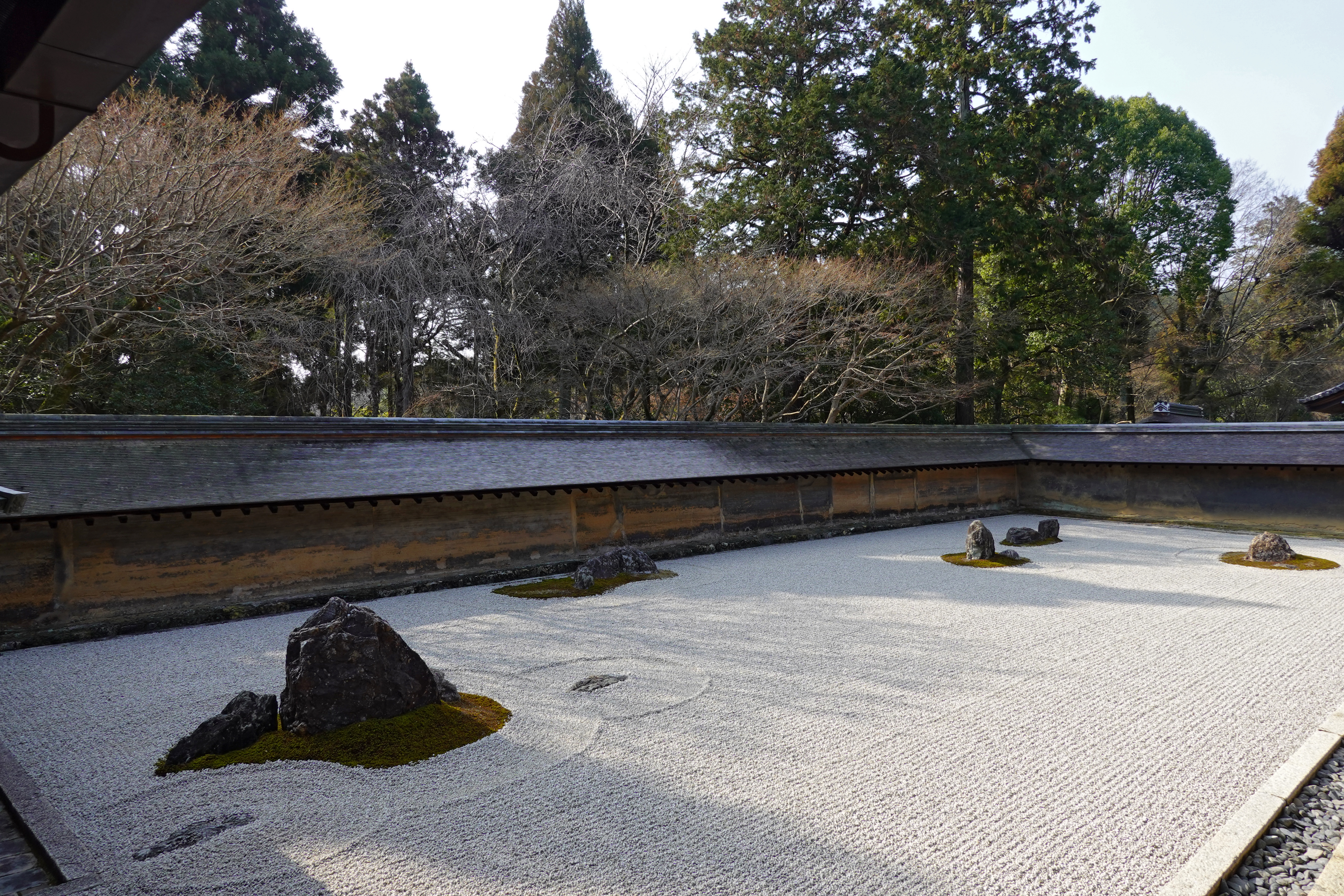
Zen-Garten des Ryōan-ji

Die Rinzai-shū (jap. 臨済宗) ist eine von Myōan Eisai im Jahre 1191 in Japan eingeführte Lehrtradition des Zen-Buddhismus und geht auf eine der großen Schulen des chinesischen Chan, die Linji zong (chinesisch 臨濟宗, Pinyin Línjì zōng, W.-G. Lin-chi tsung) und deren Gründer Linji Yixuan (9. Jh.) zurück.

## Geschichte
Die Rinzai-shū ist nach der Sōtō-shū heute die zweitgrößte der drei Zen-Schulen in Japan, die alle in der Traditionslinie der Huanglong- bzw. Ōryo-Schule stehen. Hauptzentren waren und sind Kyōto und Kamakura. Die japanische Kultur wurde durch die Zen-Ästhetik nachhaltig geprägt, da die im japanischen Mittelalter (Kamakura-Zeit, Muromachi-Zeit) dominierende Rinzai-shū, insbesondere das Tempelrangfolgesystem „Klöster der Fünf Berge“ (Gozan) sehr großen Einfluss in Kreisen der Samurai hatte. Aus dieser Zeit stammt auch der Spruch „Rinzai für den Shōgun, Sōtō für die Bauern“ (臨済将軍、曹洞土民, rinzai shōgun, sōtō domin).
Insbesondere der Tee-Weg (Sadō) drückt die Kultur der Stille in besonderem Maße aus, gilt doch Eisai als der Überbringer der Teepflanze aus China. Die Rinzai-Tempel gelten auch als die Heimat der Gartenkunst, ebenso wie der Kampfkünste und der anderen Zen-Wege (Dō).
Die Rinzai-shū gliedert sich in vierzehn Zweige, die nach ihren Haupttempeln benannt sind. Der Haupttempel der größten Schule des Rinzai-Zen ist der Myōshin-ji in Kyōto. Mithin wird auch der Mampuku-ji der Ōbaku-shū dazugezählt, da diese Schule traditionell lange Zeit der Rinzai-shū angegliedert war. Weitere sehr bekannte Tempel in Kyōto sind die dem Gozan-Kreis angehörigen Haupttempel Nanzen-ji, Tenryū-ji, Shōkoku-ji und Tōfuku-ji, sowie der Daitoku-ji. Insgesamt wird eine Anzahl von 6.000 Rinzai-shū-Tempeln in Japan angegeben.
Die Rinzai-shū unterhält auch eine eigene Universität (Hanazono-Universität) und die Hanazono-Oberschule.

## Methode
Die Hauptlehrmethode aller Zen-Schulen ist das Zazen, die Sitzmeditation in Stille, die in der Rinzai-Schule mit dem Gesicht zur Mitte des Raumes geübt wird. Neben dem Kinhin, das im Gegenuhrzeigersinn und mit unterschiedlichem Tempo praktiziert wird, legt die klösterliche Übung großen Wert auf körperliche Arbeit (Samu). Die Rinzai-shū in Japan wurde im 18. Jahrhundert durch den großen Zen-Meister und Künstler Hakuin Ekaku erneuert und reformiert. Hakuin, der die Kraft des 'Großen Zweifels' beim Durchbrechen der Schranken des Geistes sehr schätzte, legte großen Wert auf das Arbeiten mit Kōans, die in den Übungen der Rinzai-shū von Bedeutung sind. Kōans sind absurd erscheinende Rätsel (zum Beispiel: „Wer warst du, bevor deine Eltern geboren wurden?“), die dem Schüler zur Lösung aufgegeben werden und ihn zur Erleuchtung führen sollen. Das Besondere hierbei ist, dass diese Koans rein intellektuell nicht zu lösen sind und so dem Schüler höchste geistige und körperliche Anstrengung abverlangen. An den Antworten, die der Schüler dem Meister gibt, kann der Meister den Grad der geistigen Reife seines Schützlings erkennen.

## Liste der Rinzai-Haupttempel
| Name       | Name            | Standort                                                          |
| Romaji     | Kanji           | Standort                                                          |
| ---------- | --------------- | ----------------------------------------------------------------- |
| Myōshin-ji | 妙心寺          | 64 Myōshinji-chō, Hanazono, Ukyō-ku, Kyōto                        |
| Mampuku-ji | 萬福寺          | 34 Samban-wari, Gokashō, Uji, Präfektur Kyōto                     |
| Nanzen-ji  | 南禅寺 / 南禪寺 | Fukuchi-chō, Nanzen-ji, Sakyō-ku, Kyōto                           |
| Kenchō-ji  | 建長寺          | 8 Yamanouchi, Kamakura, Präfektur Kanagawa                        |
| Tōfuku-ji  | 東福寺          | 15 Honmachi, Higashiyama-ku, Kyōto                                |
| Engaku-ji  | 円覚寺 / 圓覺寺 | 409 Yamanouchi, Kamakura, Präfektur Kanagawa                      |
| Daitoku-ji | 大徳寺          | 53 Daitokuji-chō, Murasakino, Kita-ku, Kyōto                      |
| Hōkō-ji    | 方廣寺 / 方広寺 | 1577-1 Okuyama, Inasa-chō, Kita-ku, Hamamatsu, Präfektur Shizuoka |
| Eigen-ji   | 永源寺          | 41 Eigenji Takano-chō, Higashiōmi, Präfektur Shiga                |
| Tenryū-ji  | 天竜寺 / 天龍寺 | 68 Susukinobaba-chō, Tenryūji, Saga, Ukyō-ku, Kyōto               |
| Shōkoku-ji | 相國寺 / 相国寺 | 701 Shōkokuji Monzen-chō, Kamigyō-ku, Kyōto                       |
| Kennin-ji  | 建仁寺          | 584 Komatsu-chō, Higashiyama-ku, Kyōto                            |
| Kōgaku-ji  | 向嶽寺          | 2026 Kamiozo, Enzan, Kōshū, Präfektur Yamanashi                   |
| Buttsu-ji  | 佛通寺          | 22 Motoyama, Takasaka-chō, Mihara, Präfektur Hiroshima            |
| Kokutai-ji | 國泰寺 / 国泰寺 | 184 Ōta, Takaoka, Präfektur Toyama                                |